# Ferdinand Kinský
Ferdinand Evžen Kinský (německy Ferdinand Eugen Kinsky; 25. října 1934 Praha – 22. listopadu 2020 Vídeň) byl český šlechtic z knížecí větve rodu Kinských. Působil jako politolog a vysokoškolský profesor v Rakousku.

## Životopis
Narodil se v Praze jako Ferdinand Evžen František z Assisi Bonaventura Marie Terezie Kinský z Vchynic a Tetova. Jeho rodiči byli Ferdinand Karel Kinský (1907–1969) a jeho manželka Henrieta Karolína z Ledebour-Wichelnu (1910–2002). Měl šest sourozenců. Jeho mladší sestra Marie Aglaé (1940 Praha – 2021 Grabs) byla manželkou panujícího lichtenštejnského knížete Jana Adama II. Rodina Kinských žila až do roku 1945 na zámku v Horažďovicích, odkud byli nuceni se vystěhovat do Bavorska.
Ferdinand Evžen působil jako profesor a prezident Evropského institutu mezinárodních vysokoškolských studií (Institut Européen des Hautes Etudes Internationales) v Nice.
Po sametové revoluci v roce 1989 pobýval ve staré vlasti, od roku 1995 byl čestným členem Pěveckého spolku Prácheň. Dne 4. června 2002 mu byla udělena cena Jana Masaryka "Gratias agit 2002", která je udělována ministerstvem zahraničních věcí za šíření dobrého jména České republiky v zahraničí.
Závěr života prožil ve Vídni, kde 22. listopadu 2020 zemřel. Byl pohřben do hrobu na hřbitově v Altaussee ve Štýrsku.